# Ingeborg-Bachmann-Preis 2021
Der Ingeborg-Bachmann-Preis 2021 ist der 45. Wettbewerb um den Literaturpreis im Rahmen der Tage der deutschsprachigen Literatur.

## Geschichte
Die Veranstaltung fand vom 16. bis 20. Juni 2021 statt. Der Lesewettbewerb wurde im ORF-Landesstudio in Klagenfurt am Wörthersee aufgrund der Corona-Pandemie in einem hybriden Format durchgeführt: Die Juroren trafen sich zu ihren Diskussionen ohne Publikum im Studio, während die Lesungen wie 2020 vorab aufgezeichnet und eingespielt wurden.
Die Klagenfurter Rede zur Literatur wurde vom früheren Juror und Juryvorsitzenden Hubert Winkels unter dem Titel Klagenfurter Rede zur Literaturkritik gehalten.

## Autoren und Autorinnen
Die zur Lesung Eingeladenen wurden am 20. Mai 2021 bekanntgegeben. Die Auslosung der Lesereihenfolge erfolgte am 16. Juni 2021.

### Erster Lesetag
- Julia Weber (CH), Ruth, eingeladen von  Michael Wiederstein
- Heike Geißler (D), Die Woche, eingeladen von Insa Wilke
- Necati Öziri (D), Morgen wache ich auf und dann beginnt das Leben, eingeladen von Insa Wilke
- Magda Woitzuck (A), Die andere Frau, eingeladen von Vea Kaiser
- Katharina Johanna Ferner (A), 1709,54 Kilometer, eingeladen von Brigitte Schwens-Harrant

### Zweiter Lesetag
- Leander Steinkopf (D), Ein Fest am See, eingeladen von Vea Kaiser[6]
- Anna Prizkau (D), Frauen im Sanatorium, eingeladen von Philipp Tingler
- Verena Gotthardt (A), Die jüngste Zeit, eingeladen von Mara Delius
- Lukas Maisel (CH), Anfang und Ende, eingeladen von Philipp Tingler
- Fritz Krenn (A), Mr. Dog, eingeladen von Klaus Kastberger

### Dritter Lesetag
- Dana Vowinckel (D), Gewässer im Ziplock, eingeladen von Mara Delius
- Timon Karl Kaleyta (D), Mein Freund am See, eingeladen von Michael Wiederstein
- Nava Ebrahimi (D/A/IRN), Der Cousin, eingeladen von Klaus Kastberger
- Nadine Schneider (D), Quarz, eingeladen von Brigitte Schwens-Harrant

Für Fritz Krenn ist dies die zweite Teilnahme nach 1992. Damals erhielt er das 3sat-Stipendium. Heike Geißler nahm erstmals 2008 am Wettbewerb teil.

## Juroren
2021 kamen Vea Kaiser und Mara Delius gegenüber dem Vorjahr neu in die Jury, die Hubert Winkels und Nora Gomringer als Jurymitglieder ersetzten. Insa Wilke übernahm den Vorsitz der Jury von Hubert Winkels.
- Insa Wilke (Juryvorsitz seit 2021)
- Mara Delius[8]
- Vea Kaiser[9]
- Klaus Kastberger
- Brigitte Schwens-Harrant
- Philipp Tingler
- Michael Wiederstein

## Preise
Für die Preisvergabe wurde der bisherige Abstimmungsmodus beibehalten; die Übergabe erfolgte allerdings virtuell. Am 20. Juni 2021 gab die Jury eine sieben Namen umfassende Shortlist bekannt, aus deren Kreis anschließend in öffentlicher Abstimmung die Preise vergeben wurden. Auf der Shortlist befanden sich Dana Vowinckel, Julia Weber, Necati Öziri, Anna Prizkau, Leander Steinkopf, Timon Karl Kaleyta und Nava Ebrahimi.
- Ingeborg-Bachmann-Preis (dotiert mit 25.000 Euro): Nava Ebrahimi
- Deutschlandfunk-Preis (gestiftet von Deutschlandradio, dotiert mit 12.500 Euro): Dana Vowinckel
- Kelag-Preis (dotiert mit 10.000 Euro): Necati Öziri
- 3sat-Preis (dotiert mit 7.500 Euro): Timon Karl Kaleyta
- BKS-Bank-Publikumspreis (dotiert mit 7.000 Euro): Necati Öziri
- Stadtschreiber-Stipendium der Stadt Klagenfurt (5.000 Euro; gekoppelt an den Publikumspreis): Necati Öziri

## Kritik
Die Autorin Heike Geißler monierte in einem Interview bei Deutschlandfunk Kultur die Arbeit einzelner Jurymitglieder. Die Diskussion über ihren Beitrag sei „unfair und gar nicht auf den Text bezogen gewesen“. Das wäre das Mindeste gewesen, was die Jury hätte leisten müssen, „erst recht, wenn man so prominent ist“. Die Anmerkung Philipp Tinglers, einen Text wie ihren könne er „eben in der Mittagspause“ schreiben, sei „absurd“ gewesen. Es sei für sie „abenteuerlich“ gewesen, bei dem Wettbewerb dabei gewesen zu sein.